# Фондација Дејан Манчић

Фондација Дејан Манчић је невладина, непрофитна организација основана 2000. у Нишу, у знак сећања на младог нишког песника и визионара, Дејана Манчића, који је четири године пре трагичног, али херојског окончања живота у Нато агресији на СРЈ, у својој објављеној песми "Моћ речи" наговестио: "...ако човек неког не спомене, никад није ни постојао";...а мајци је једном рекао: „Када заувек одем мајко, волео бих да ме се људи сећају“.
Поштујући и испуњавајући ову Дејанову жељу, и ради очувања успомене на његово уметничко стваралаштво, хуманост, храброст, родољубље, или сажето речено у спомен на његову племенитост, породица Манчић и град Ниш су 2000. основали Фонд „Дејан Манчић“. Министарство културе је својим решењем од 5. јуна 2000. потврдило захтев породице и те године фонд је отпочео своју хуману мисију са циљевем; ...да открива и помаже младе ствараоце у области поезије, сликарства, уметничке фотографије и других видова стваралаштва у којима је завидног успеха имао и сам Дејан. Неколико година касније фонд је прерастао у фондацију.

## Биографија Дејана Манчића
Дејан Манчић рођен је у Нишу 21. јуна 1975. где је завршио основну и средњу Економску школу. Био је студент права, али се у слобосном времену бавио књижевношћу и фотографијом;
...писао је песме, сликањем се бавио неколико месеци пре погибије, а на уметничким фотографијама овековечио је наше средњовековне манастире и цркве. Његове песме биле су његови опевани снови, а слике - визија онога што ће задесити наш народ и њега самог. Његово стваралаштво до сада је, осим у Нишу, представљено у Београду, Пироту, Краљеву, Новом Саду, Крагујевцу.
Студије му нису биле изговор да одложи и одслужи војни рок, па се тако већ 1996 нашао на редовном одслужењу војног рока. Нато агресији на СРЈ 1999 „мотивисала“ га је да се као добровољац одазове позиву отаџбине и поново ступи у редове војске, у 230. спп ПВО који се те године налазио на ратној локацији на Косову.
На његову и жалост његове породице и пријатеља погинуо је у борби 4. априла 1999, приликом бомбардовања његове батерије на положају Гребник код Пећи. Погинуо је од дејства забрањених касетних бомби.
За његову херојску жртву отаџбина му се симболично одужила тако што је постхумно одликован Орденом за заслуге у области одбране и безбедности првог степена.
... Дејан је био талентован песник, сликар, бавио се уметничком фотографијом, новинарством, глумом, спортом, а биће запамћен и као херој одбране земље који је за њу положио оно највредније што има човек-свој живот, и оно највредније што има млади уметник-своје животно стваралаштво.

## О Фондацији
Фондација је основана 21. јуна 2000, када је расписан конкурс за прву збирку песама младих аутора. Од тада фондација расписује конкурс 4. априла, на дан Дејановог страдања, радови се прикупљају до 10. маја, жири објављује победника 21. јуна, на дан Дејановог рођендана, а књига се објављује и промовише 30. септембра на дан АРЈ ПВО Војске Србије.
Фондација такође, сваке године додељује награду најмлађем аутору на међународној изложби уметничке фотографије у Нишу, која се одвија под покровитељством града Ниша. Поред тога Фондација помаже и самосталне изложбе младих чланова Фото клуба ФОН, а предвиђене су и активности у циљу подстицања младих сликара.
Фондација „Дејан Манчић“ је и један од покровитеља такмичења у беседништву Правног факултета Универзитета у Нишу, додељује и посебну награду најмлађем учеснику међународног такмичења у беседништву.
Припремајући обележавање десете годишњњице Дејановог страдања, 2009. године Фондација је покренула Библиотеку „Ризница српске духовности“ са идејом да;
Нова библиотека треба да обогаћује прекинуто Дејаново стваралаштво, нудећи православну духовност као проверени пут за спас човека, друштва и Србије... како је наведено у поговору прве књиге из ове Библиотеке; „Светлост узнесања“ : антологија светске и српске духовне поезије, аутора Димитрија Миленковића.
Од 2000. до 2015. године жири Фондације је на годишњем конкурсу за најбољу збирку песама прогласио свега четрнаест лауреата, јер су конкурси из 2014. и 2015. проглашени неуспешнима, због не задовољавања критеријума конкурса. Председник Фондације Станимир Манчић је због таквих околности изјавио да је конкурс за 2016. годину не само седамнаести у низу, већ и да је онај кроз који Фондација треба васкрсне своју делатност, значај и утицај који је имала, а све то проглашењем петнаестог јубиларног лауреата.

## Књижевне вечери поезије
Сваке године Фондација „Дејан Манчић“ организује и књижевне вечери поезије, на којима млади пасници читају своје награђене песме и песме других аутора.

## Издања Фондације „Дејан Манчић"
У издања фондације спадају: књиге награђених аутора на годишњем конкурсу фондације, издања о Дејану Манчићу и библотека Ризнице српске духовности.

### Књиге награђених аутора са конкурса
- 2000. Наташа Перић Изазов буђења, из Београда,
- 2001. Јасмина Марковић Приче из шареног воза , из Великих Црљена код Лазаревца,[5]
- 2002 Херцег Рогић Уранијумско пролеће двехиљадите у Београду, студент Правног факултета у Београду,[6]
- 2003. Драгана Бајчетић Кристал истине, Власотинчанке која је завршила историју уметности у Београду, а живи у Краљеву
- 2004. Бојан Максимовић Врата града, рођен у Фочи, студент Филолошког факултета у Београду,[7]
- 2005. Јана Раонић Пенелопа у транзицији, ученица гимназије из Пљеваља
- 2006. Иван Гавриловић Ни овде ни тамо
- 2007. Иван Деспотовић Ништа није тако
- 2008 Тамара Спасић Боје ћутања
- 2009. Далибор Поповић Између речи
- 2010. Наташа Ћирић Киша пада зато те волим
- 2011. Дејаново коло (Избор из одабраних књига младих аутора)[а]
- 2012. Александар Петровић Песме и остале метаморфозе
- 2013. Драгана Младеновић Море од шкоља саткано
- 2014. Награда, први пут, није додељена јер ниједан од 17 пријављених рукописа није одговаро задатим критеријумима, према мишљењу жирија.
- 2015. Награда није додељена по други пут, јер је на конкурс стигао тек један рукопис, који сам по себи није одговарао критеријумима, те је Фондација конкурс по други пут прогласила неуспешним

### Издања о Дејану Манчићу
- Без сутра за сутра, Просвета Ниш 2000. (pp. 126)
- Дејан Манчић, Новинско-издавачки центар Војска, Београд 2003 (pp. 36)
- Посвете Дејану Манчићу, Фонд „Дејан Манчић“ 2009 (pp. 179)

### Библиотека Ризнице српске духовности
- Димитрије Миленковић: Светлост узнесења (Антологија светске и српске духовне поезије), Фонд „Дејан Манчић“, Ниш, 2008 (pp. 239)
- Дејаново коло (Избор из одабраних књига младих аутора), Фонд „Дејан Манчић“, Ниш - Пунта, 2011, (pp. 110)